# Četež pri Strugah
Četež pri Strugah je naselje v Občini Dobrepolje.